# Марбл Рок (Ајова)
Марбл Рок (енгл. Marble Rock) град је у америчкој савезној држави Ајова. По попису становништва из 2010. у њему је живело 307 становника.

## Демографија
Према попису становништва из 2010. у граду је живело 307 становника, што је -19 (-5.8%) становника више него 2000. године.
| Група             | 2000.       | 2010.       |
| Белци             | 324 (99,4%) | 304 (99,0%) |
| Афроамериканци    | 0 (0,0%)    | 0 (0,0%)    |
| Азијати           | 0 (0,0%)    | 1 (0,3%)    |
| Хиспаноамериканци | 0 (0,0%)    | 0 (0,0%)    |
| Укупно            | 326         | 307         |